# Euophrys heliophaniformis
Euophrys heliophaniformis är en spindelart som beskrevs av Dönitz, Strand 1906. Euophrys heliophaniformis ingår i släktet Euophrys och familjen hoppspindlar. Inga underarter finns listade i Catalogue of Life.